# Cuneo Volley 2024-2025
Questa voce raccoglie le informazioni riguardanti il Cuneo Volley nelle competizioni ufficiali della stagione 2024-2025.

## Stagione
Nella stagione 2024-25 il Cuneo Volley assume la denominazione sponsorizzata di MA Acqua S.Bernardo Cuneo.
Partecipa per la sesta volta, la quinta consecutiva, al campionato di Serie A2 terminando la regular season al quarto posto in classifica. Nei play-off promozione giunge fino alla finale dove supera l'Atlantide Brescia ed ottiene la promozione in Superlega.
Al termine della regular season di campionato partecipa quindi alla Coppa Italia di Serie A2: incontra in semifinale nuovamente l'Atlantide Brescia, che ha questa volta la meglio.
Quale vincitrice dei play-off promozione, partecipa alla Supercoppa di categoria dove, incontrando per la terza volta in meno di un mese la formazione bresciana dell'Atlantide, conquista il suo primo trofeo nazionale.

## Organigramma societario
Area direttiva
- Presidente: Gabriele Costamagna
- Presidente onorario: Vito Venni
- Vicepresidente: Adriano Giordana
- Direttore Generale: Davide Bima
- Direttore Sportivo: Paolo Brugiafreddo
- Team Manager: Silvia Canale

Area tecnica
- Allenatore: Matteo Battocchio
- Allenatore in seconda: Matteo Morando
- Scout man: Dario Sampò
- Aiuto scout man: Antonio Amelio

Area comunicazione
- Responsabile Comunicazione: Stella Testa

Area sanitaria
- Responsabile staff medico: Corrado Biolè
- Medico sociale: Matteo Parola
- Preparatore atletico: Michele Avico
- Fisioterapista: Andrea Pace, Nicolò Repetto, Alberto Santoro, Gianlorenzo Santoro

## Rosa
| N° | Nome                | Ruolo | Data di nascita   | Nazionalità sportiva |
| -- | ------------------- | ----- | ----------------- | -------------------- |
| 1  | Giulio Pinali       | O     | 2 aprile 1997     | Italia               |
| 2  | Lorenzo Codarin     | C     | 3 settembre 1996  | Italia               |
| 3  | Domenico Cavaccini  | L     | 13 marzo 1987     | Italia               |
| 4  | Nicola Agapitos     | S     | 9 maggio 2005     | Italia               |
| 5  | Daniele Sottile     | P     | 17 agosto 1979    | Italia               |
| 6  | Andrea Malavasi     | S     | 23 giugno 2005    | Italia               |
| 7  | Felice Sette        | S     | 27 febbraio 1996  | Italia               |
| 8  | Simone Oberto       | L     | 12 gennaio 2002   | Italia               |
| 9  | Roberto Mastrangelo | P     | 4 agosto 1998     | Italia               |
| 11 | Davide Brignach     | O     | 16 aprile 2004    | Italia               |
| 12 | Maciel de Souza     | S     | 19 aprile 1988    | Brasile              |
| 13 | Mirco Compagnoni    | C     | 18 gennaio 2003   | Italia               |
| 16 | Tommaso Chiaramello | C     | 4 gennaio 2005    | Italia               |
| 24 | Karli Allik         | S     | 25 settembre 1996 | Estonia              |
| 90 | Marco Volpato       | C     | 5 maggio 1990     | Italia               |

## Mercato
| Acquisti                               | Acquisti            | Acquisti             | Acquisti   |
| R.                                     | Nome                | da                   | Modalità   |
| -------------------------------------- | ------------------- | -------------------- | ---------- |
| S                                      | Nicola Agapitos     | Treviso              | definitivo |
| S                                      | Karli Allik         | Lupi Santa Croce     | definitivo |
| O                                      | Davide Brignach     | Trentino             | definitivo |
| L                                      | Domenico Cavaccini  | Saturnia Acicastello | definitivo |
| C                                      | Tommaso Chiaramello | Busca                | definitivo |
| C                                      | Mirco Compagnoni    | Diavoli Rosa         | definitivo |
| S                                      | Andrea Malavasi     | Modena               | definitivo |
| P                                      | Roberto Mastrangelo | Rinascita Lagonegro  | definitivo |
| L                                      | Simone Oberto       | Potentino            | definitivo |
| O                                      | Giulio Pinali       | Modena               | definitivo |
| S                                      | Felice Sette        | Porto Viro           | definitivo |
| Trasferimenti nel corso della stagione |                     |                      |            |
| S                                      | Maciel de Souza     | Anorthōsīs           | definitivo |

| Cessioni | Cessioni                 | Cessioni              | Cessioni   |
| R.       | Nome                     | a                     | Modalità   |
| -------- | ------------------------ | --------------------- | ---------- |
| S        | Charalampos Andreopoulos | Porto Viro            | definitivo |
| S        | Iacopo Botto             | La Bollente           | definitivo |
| S        | Leonardo Bristot         | CUS Cagliari          | definitivo |
| C        | Massimiliano Cioffi      | Scanzorosciate        | definitivo |
| P        | Edoardo Colangelo        | Cremonese             | definitivo |
| C        | Alessandro Coppa         | Alessano              | definitivo |
| S        | Marin Đukić              | Universitatea Craiova | definitivo |
| O        | Federico Giacomini       | Canottieri Ongina     | definitivo |
| L        | Simone Giordano          | Boves                 | definitivo |
| S        | Mattia Gottardo          | Tricolore             | definitivo |
| O        | Mads Jensen              | Verona                | definitivo |
| L        | Matteo Staforini         | Powervolley Milano    | definitivo |

## Risultati

### Serie A2

#### Andata
| 1ª Giornata - 6 ottobre 2024 PalaSanFilippo, Brescia     | Atlantide Brescia | 2 - 3 | Cuneo                | 12-25, 25-23, 23-25, 28-26, 8-15  |
| 2ª Giornata - 12 ottobre 2024 PalaCastagnaretta, Cuneo   | Cuneo             | 3 - 1 | Libertas Brianza     | 25-23, 25-22, 15-25, 33-31        |
| 3ª Giornata - 20 ottobre 2024 PalaCastagnaretta, Cuneo   | Cuneo             | 3 - 1 | Porto Viro           | 25-19, 23-25, 25-10, 25-17        |
| 4ª Giornata - 27 ottobre 2024 PalaAllende, Fano          | Virtus Fano       | 3 - 2 | Cuneo                | 25-18, 13-25, 20-25, 32-30, 18-16 |
| 5ª Giornata - 31 ottobre 2024 PalaCastagnaretta, Cuneo   | Cuneo             | 2 - 3 | Tricolore            | 25-20, 21-25, 22-25, 32-30, 10-15 |
| 6ª Giornata - 3 novembre 2024 PalaMensSana, Siena        | Emma Villas       | 2 - 3 | Cuneo                | 25-22, 19-25, 28-26, 22-25, 15-17 |
| 7ª Giornata - 8 novembre 2024 PalaCastagnaretta, Cuneo   | Cuneo             | 3 - 2 | Saturnia Acicastello | 25-20, 25-19, 15-25, 18-25, 15-13 |
| 8ª Giornata - 17 novembre 2024 PalaSurace, Palmi         | Franco Tigano     | 0 - 3 | Cuneo                | 20-25, 19-25, 20-25               |
| 9ª Giornata - 23 novembre 2024 PalaCastagnaretta, Cuneo  | Cuneo             | 1 - 3 | Prata                | 25-14, 31-33, 27-29, 23-25        |
| 10ª Giornata - 1º dicembre 2024 PalaDeAndré, Ravenna     | Porto Robur Costa | 3 - 1 | Cuneo                | 25-17, 18-25, 25-22, 25-23        |
| 11ª Giornata - 8 dicembre 2024 PalaCastagnaretta, Cuneo  | Cuneo             | 3 - 1 | Macerata             | 17-25, 25-21, 25-18, 25-17        |
| 12ª Giornata - 15 dicembre 2024 Pala Santa Maria, Pineto | Pineto            | 3 - 2 | Cuneo                | 25-18, 25-18, 23-25, 23-25, 16-14 |
| 13ª Giornata - 21 dicembre 2024 PalaCastagnaretta, Cuneo | Cuneo             | 3 - 0 | Virtus Aversa        | 25-21, 25-23, 25-23               |

#### Ritorno
| 14ª Giornata - 26 dicembre 2024 PalaCastagnaretta, Cuneo               | Cuneo                | 0 - 3 | Atlantide Brescia | 18-25, 22-25, 24-26               |
| 15ª Giornata - 29 dicembre 2024 Pala Francescucci, Casnate con Bernate | Libertas Brianza     | 3 - 0 | Cuneo             | 25-17, 28-26, 25-23               |
| 16ª Giornata - 6 gennaio 2025 Palazzetto dello Sport, Porto Viro       | Porto Viro           | 1 - 3 | Cuneo             | 23-25, 20-25, 25-17, 22-25        |
| 17ª Giornata - 12 gennaio 2025 PalaCastagnaretta, Cuneo                | Cuneo                | 3 - 1 | Virtus Fano       | 25-20, 25-20, 23-25, 25-22        |
| 18ª Giornata - 19 gennaio 2025 PalaBigi, Reggio nell'Emilia            | Tricolore            | 2 - 3 | Cuneo             | 25-23, 23-25, 23-25, 25-21, 11-15 |
| 19ª Giornata - 26 gennaio 2025 PalaCastagnaretta, Cuneo                | Cuneo                | 1 - 3 | Emma Villas       | 25-21, 22-25, 23-25, 23-25        |
| 20ª Giornata - 1º febbraio 2025 PalaCatania, Catania                   | Saturnia Acicastello | 3 - 2 | Cuneo             | 21-25, 25-22, 28-30, 25-20, 15-10 |
| 21ª Giornata - 9 febbraio 2025 PalaCastagnaretta, Cuneo                | Cuneo                | 3 - 0 | Franco Tigano     | 25-21, 25-18, 25-15               |
| 22ª Giornata - 16 febbraio 2025 PalaPrata, Prata di Pordenone          | Prata                | 3 - 2 | Cuneo             | 25-16, 18-25, 24-26, 25-17, 15-12 |
| 23ª Giornata - 23 febbraio 2025 PalaCastagnaretta, Cuneo               | Cuneo                | 3 - 1 | Porto Robur Costa | 20-25, 25-20, 25-16, 25-20        |
| 24ª Giornata - 2 marzo 2025 PalaFontescodella, Macerata                | Macerata             | 0 - 3 | Cuneo             | 16-25, 20-25, 19-25               |
| 25ª Giornata - 9 marzo 2025 PalaCastagnaretta, Cuneo                   | Cuneo                | 3 - 0 | Pineto            | 25-16, 28-26, 25-17               |
| 26ª Giornata - 16 marzo 2025 PalaJacazzi, Aversa                       | Virtus Aversa        | 1 - 3 | Cuneo             | 25-17, 14-25, 16-25, 28-30        |

#### Play-off promozione
| Quarti di finale (gara 1) - 23 marzo 2025 PalaCastagnaretta, Cuneo | Cuneo             | 3 - 0 | Virtus Aversa     | 25-22, 25-17, 25-18               |
| Quarti di finale (gara 2) - 30 marzo 2025 PalaJacazzi, Aversa      | Virtus Aversa     | 0 - 3 | Cuneo             | 24-26, 20-25, 17-25               |
| Semifinali (gara 1) - 6 aprile 2025 PalaPrata, Prata di Pordenone  | Prata             | 3 - 2 | Cuneo             | 17-25, 23-25, 26-24, 25-17, 15-10 |
| Semifinali (gara 2) - 13 aprile 2025 PalaCastagnaretta, Cuneo      | Cuneo             | 3 - 2 | Prata             | 22-25, 25-22, 25-21, 22-25, 15-13 |
| Semifinali (gara 3) - 16 aprile 2025 PalaPrata, Prata di Pordenone | Prata             | 0 - 3 | Cuneo             | 25-27, 17-25, 15-25               |
| Finale (gara 1) - 20 aprile 2025 PalaSanFilippo, Brescia           | Atlantide Brescia | 0 - 3 | Cuneo             | 16-25, 20-25, 23-25               |
| Finale (gara 2) - 24 aprile 2025 PalaCastagnaretta, Cuneo          | Cuneo             | 3 - 1 | Atlantide Brescia | 25-23, 25-18, 22-25, 25-18        |

### Coppa Italia di Serie A2
| Quarti di finale - 1º maggio 2025 PalaCastagnaretta, Cuneo | Cuneo             | 3 - 1 | Virtus Fano | 25-18, 25-20, 20-25, 25-22 |
| Semifinali - 4 maggio 2025 PalaSanFilippo, Brescia         | Atlantide Brescia | 3 - 1 | Cuneo       | 25-19, 25-19, 22-25, 25-23 |

### Supercoppa italiana di Serie A2
| Finale - 17 maggio 2025 PalaCastagnaretta, Cuneo | Cuneo | 3 - 0 | Atlantide Brescia | 25-18, 30-28, 25-18 |

## Statistiche

### Statistiche di squadra
| Competizione                    | Punti | In casa | In casa | In casa | In trasferta | In trasferta | In trasferta | Totale | Totale | Totale |
| Competizione                    | Punti | G       | V       | P       | G            | V            | P            | G      | V      | P      |
| ------------------------------- | ----- | ------- | ------- | ------- | ------------ | ------------ | ------------ | ------ | ------ | ------ |
| Serie A2                        | 49    | 16      | 12      | 4       | 18           | 11           | 7            | 34     | 23     | 11     |
| Coppa Italia di Serie A2        |       | 1       | 1       | 0       | 1            | 0            | 1            | 2      | 1      | 1      |
| Supercoppa italiana di Serie A2 |       | 1       | 1       | 0       | 0            | 0            | 0            | 1      | 1      | 0      |
| Totale                          | -     | 18      | 14      | 4       | 19           | 11           | 8            | 37     | 25     | 12     |

G = partite giocate; V = partite vinte; P = partite perse 

### Statistiche dei giocatori
| Giocatore      | Serie A2 | Serie A2 | Serie A2 | Serie A2 | Serie A2 | Coppa Italia di Serie A2 | Coppa Italia di Serie A2 | Coppa Italia di Serie A2 | Coppa Italia di Serie A2 | Coppa Italia di Serie A2 | Supercoppa italiana di Serie A2 | Supercoppa italiana di Serie A2 | Supercoppa italiana di Serie A2 | Supercoppa italiana di Serie A2 | Supercoppa italiana di Serie A2 | Totale | Totale | Totale | Totale | Totale |
| Giocatore      | P        | PT       | AV       | MV       | BV       | P                        | PT                       | AV                       | MV                       | BV                       | P                               | PT                              | AV                              | MV                              | BV                              | P      | PT     | AV     | MV     | BV     |
| -------------- | -------- | -------- | -------- | -------- | -------- | ------------------------ | ------------------------ | ------------------------ | ------------------------ | ------------------------ | ------------------------------- | ------------------------------- | ------------------------------- | ------------------------------- | ------------------------------- | ------ | ------ | ------ | ------ | ------ |
| N. Agapitos    | 17       | 10       | 9        | 1        | 0        | 2                        | 0                        | 0                        | 0                        | 0                        | 0                               | 0                               | 0                               | 0                               | 0                               | 19     | 10     | 9      | 1      | 0      |
| K. Allik       | 33       | 440      | 347      | 31       | 62       | 2                        | 10                       | 7                        | 1                        | 2                        | 1                               | 11                              | 5                               | 2                               | 4                               | 36     | 461    | 359    | 34     | 68     |
| D. Brignach    | 28       | 169      | 138      | 19       | 12       | 2                        | 2                        | 2                        | 0                        | 0                        | 1                               | 0                               | 0                               | 0                               | 0                               | 31     | 171    | 140    | 19     | 12     |
| D. Cavaccini   | 33       | 0        | 0        | 0        | 0        | 2                        | 0                        | 0                        | 0                        | 0                        | 1                               | 0                               | 0                               | 0                               | 0                               | 36     | 0      | 0      | 0      | 0      |
| T. Chiaramello | 1        | 0        | 0        | 0        | 0        | 0                        | 0                        | 0                        | 0                        | 0                        | 1                               | 0                               | 0                               | 0                               | 0                               | 2      | 0      | 0      | 0      | 0      |
| L. Codarin     | 33       | 358      | 254      | 78       | 26       | 2                        | 18                       | 11                       | 6                        | 1                        | 1                               | 8                               | 7                               | 1                               | 0                               | 36     | 384    | 272    | 85     | 27     |
| M. Compagnoni  | 22       | 14       | 10       | 4        | 0        | 2                        | 0                        | 0                        | 0                        | 0                        | 1                               | 0                               | 0                               | 0                               | 0                               | 25     | 14     | 10     | 4      | 0      |
| M. de Souza    | 5        | 12       | 12       | 0        | 0        | -                        | -                        | -                        | -                        | -                        | -                               | -                               | -                               | -                               | -                               | 5      | 12     | 12     | 0      | 0      |
| A. Malavasi    | 22       | 37       | 29       | 6        | 2        | 2                        | 3                        | 3                        | 0                        | 0                        | 0                               | 0                               | 0                               | 0                               | 0                               | 24     | 40     | 32     | 6      | 2      |
| R. Mastrangelo | 23       | 2        | 0        | 0        | 2        | 1                        | 0                        | 0                        | 0                        | 0                        | 0                               | 0                               | 0                               | 0                               | 0                               | 24     | 2      | 0      | 0      | 2      |
| S. Oberto      | 14       | 0        | 0        | 0        | 0        | 0                        | 0                        | 0                        | 0                        | 0                        | 0                               | 0                               | 0                               | 0                               | 0                               | 14     | 0      | 0      | 0      | 0      |
| G. Pinali      | 24       | 322      | 269      | 25       | 28       | 2                        | 35                       | 32                       | 0                        | 3                        | 1                               | 15                              | 15                              | 0                               | 0                               | 27     | 372    | 316    | 25     | 31     |
| F. Sette       | 33       | 368      | 303      | 35       | 30       | 2                        | 29                       | 25                       | 1                        | 3                        | 1                               | 8                               | 5                               | 2                               | 1                               | 36     | 405    | 333    | 38     | 34     |
| D. Sottile     | 33       | 51       | 17       | 26       | 8        | 2                        | 4                        | 3                        | 1                        | 0                        | 1                               | 2                               | 1                               | 0                               | 1                               | 36     | 57     | 21     | 27     | 9      |
| M. Volpato     | 32       | 331      | 254      | 68       | 9        | 2                        | 16                       | 11                       | 5                        | 0                        | 1                               | 4                               | 3                               | 1                               | 0                               | 35     | 351    | 268    | 74     | 9      |

P = presenze; PT = punti totali; AV = attacchi vincenti; MV = muri vincenti; BV = battute vincenti